# Kitzeberg
Kitzeberg ist ein Ortsteil der Gemeinde Heikendorf am Ostufer der Kieler Förde in Schleswig-Holstein.

## Geschichte
Gegen Ende des 19. Jahrhunderts begann die Erschließung dieses ehemaligen wassernahen Waldgebietes als Villenkolonie. Die Erwerber mussten mindestens 2000 Quadratmeter Land kaufen, um eine Baugenehmigung zu erhalten. Nachdem 1904 der entstandene Ort auch durch ein eigenes Licht- und Kraftwerk versorgt wurde, avancierte Kitzeberg ein Jahr später zum privilegierten Wohnort für die begüterte Kieler Gesellschaft. 1920 kam Kitzeberg mit weiteren Gemeinden zu der Gemeinde Heikendorf.
Seit den 1930er Jahren wurde die von der Christian-Albrechts-Universität zu Kiel erworbene Villa Theodor Niemeyers als Institut für Meereskunde Kiel genutzt. Hier fanden in der Zeit des Nationalsozialismus Dozentenlager („Kitzeberger Lager“) statt, unter anderem versammelten sich hier 1935 eine Anzahl von Staatsrechtslehrern unter Leitung des Kieler Lehrstuhlinhabers Ernst Rudolf Huber. Das Institut wurde bei einem der Luftangriffe auf Kiel am 24. Juli 1944 völlig zerstört und dort nicht wieder aufgebaut.

## Lage
Kitzeberg liegt direkt nördlich angrenzend an  die Gemeinde Mönkeberg an der östlichen Seite der Kieler Förde. Durch den Ort führt die Kreisstraße 51, etwa 500 m nördlich liegt Heikendorf. Direkt östlich angrenzend liegt Schrevenborn, etwa 2 km südöstlich der Ort Schönkirchen.

## Sehenswertes
- Der in einem Waldgebiet liegende und 1902 gegründete Golfclub Kitzeberg mit 18 Löchern gilt ob seiner Tradition als sehenswert.[2]
- Von der Kitzeberger Bucht aus kann man auf dem Fördewanderweg nach Süden bis Kiel und nach Norden bis Laboe wandern.
- Gegenüber der Kitzeberger Bucht liegt die Holtenauer Schleuse des Nord-Ostsee-Kanals.